# Alluminio 6061
L'Alluminio 6061 è una lega di alluminio utilizzata, oltre che per tutto il settore aeronautico, anche nel settore automobilistico, motociclistico, ciclistico e dell'arceria. Trova utilizzo nella produzione di cerchi in lega che adottano il processo di forgiatura per la loro realizzazione. 
L'alluminio 6061-T6 viene realizzato grazie a due trattamenti termici consecutivi: solubilizzazione ed invecchiamento artificiale. Il trattamento termico T6 è in grado di aumentare la resistenza dell'alluminio e di aumentare la resistenza ad usura.